# Luca Masso
Luca Masso (Bruselas, 17 de julio de 1994) es un jugador belga-argentino de hockey sobre césped. Juega para el club Waterloo Ducks.

## Carrera deportiva y biografía
Masso nació, se formó y realizó su carrera deportiva en Bélgica, llegando a formar parte del seleccionado belga en el Campeonato Mundial Sub-21 realizado en la India en 2013.
Luca es hijo Eduardo Masso, un jugador de tenis argentino nacido en Bell Ville, provincia de Córdoba, que emigró a Bélgica para integrar el equipo belga de la Copa Davis y se casó con Sabrina Merckx, hija de Eddy Merckx, ciclista profesional belga. También es sobrino del ciclista belga Axel Merckx.
Durante los Juegos Olímpicos de Río de Janeiro 2016, el entonces entrenador de la Selección argentina, Carlos Retegui, le ofreció integrar la misma, debido a la lesión sufrida por uno de los jugadores.